# MUSAC
Il Museo di Arte Contemporanea di Castiglia e León (MUSAC), ubicato nella città di León, fu inaugurato dal Principe delle Asturie il 1º aprile del 2005 per convertirsi in un elemento fondamentale dello sviluppo dell'arte contemporanea a livello internazionale.
Il progetto architettonico del MUSAC fu affidato allo studio degli architetti Mansilla e Tuñon, che vinsero un concorso internazionale con una idea molto forte caratterizzata dalle facciate di vetri policromatici che si ispirano alla cattedrale della stessa città che ospita il museo.